# Maury Sterling

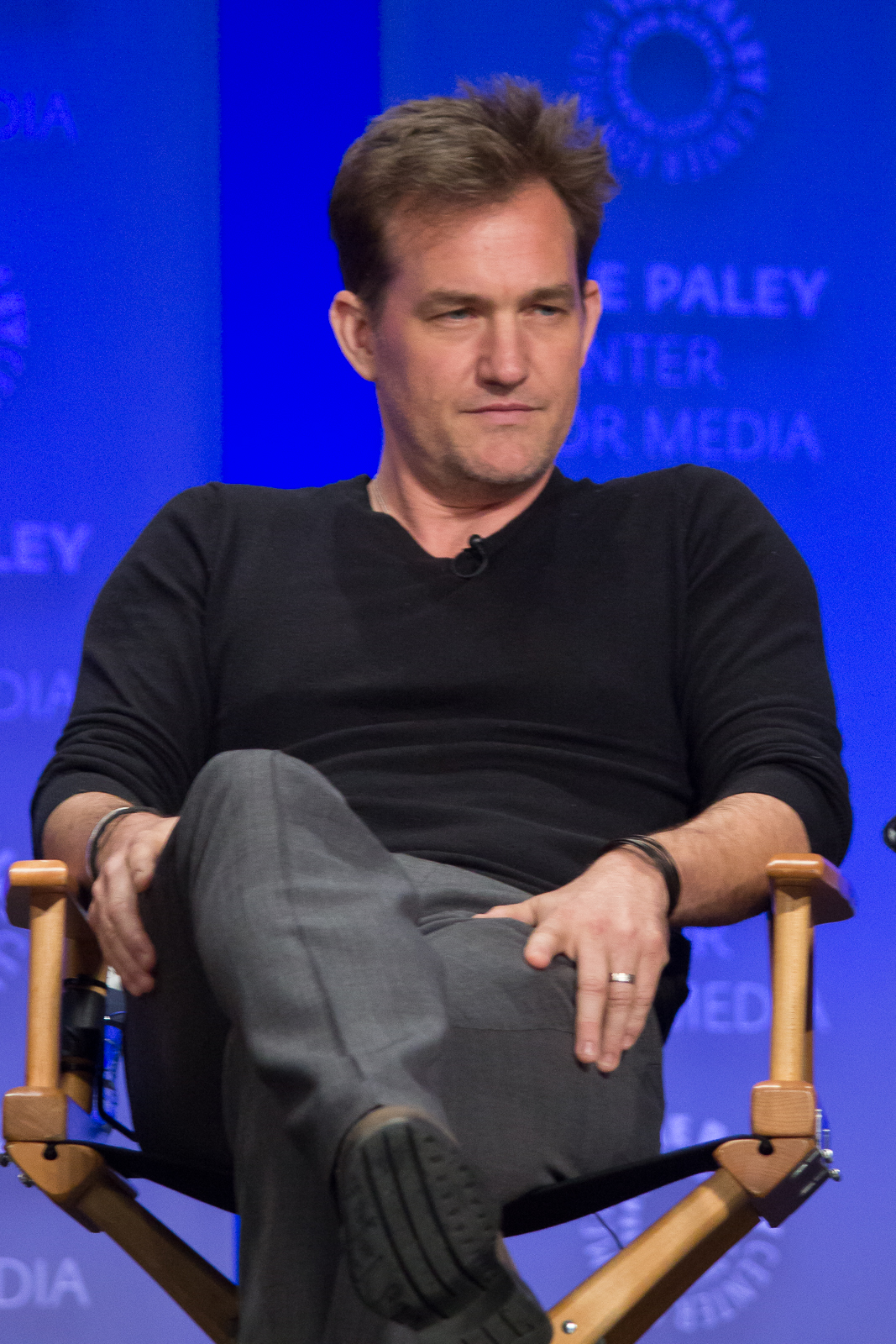
Maury Sterling (2015)

Charles Maury Wallace Sterling (* 1. September 1971 in Mill Valley, Kalifornien) ist ein US-amerikanischer Schauspieler, der vor allem durch die Rolle des Max Piotrowski aus der Fernsehserie Homeland Bekanntheit erlangte.

## Werdegang
Maury Sterling stammt aus Mill Valley in Kalifornien und ist seit 1995 als Schauspieler aktiv, nachdem er in einer kleinen Rolle im Film Outbreak – Lautlose Killer zu sehen war. In seiner Karriere war er in zahlreichen Serien in Gastrollen zu sehen, darunter Picket Fences – Tatort Gartenzaun, Ein Single kommt immer allein, Diagnose: Mord, Columbo, Ein Hauch von Himmel, JAG – Im Auftrag der Ehre, Angel – Jäger der Finsternis, V.I.P. – Die Bodyguards, Crossing Jordan – Pathologin mit Profil, Für alle Fälle Amy, Star Trek: Enterprise, Without a Trace – Spurlos verschwunden, Six Feet Under – Gestorben wird immer, Nip/Tuck – Schönheit hat ihren Preis, Charmed – Zauberhafte Hexen, Monk, Criminal Minds, CSI: Miami, 24, Cold Case – Kein Opfer ist je vergessen, CSI: Vegas, CSI: NY, Lie to Me, Private Practice, In Plain Sight – In der Schusslinie, Longmire, Masters of Sex oder Navy CIS: New Orleans.
Neben diesen Gastrollen, war Sterling im Laufe seiner Karriere auch häufig in Serien-Nebenrollen zu sehen. So spielte er von 1997 bis 1998 die Rolle des Vaughn Lerner in der Sitcom Carol lässt nicht locker. von 2004 bis 2006 war er in einigen Folgen von Emergency Room – Die Notaufnahme als Dr. Nelson zu sehen. 2014 war Sterling als Gordon Kern in der kurzlebigen Serie Extant zu sehen. 2016 folgte die Rolle des Andrew Lippman in Murder in the First. Seine bislang bekannteste Rolle übernahm Sterling jedoch im Jahr 2011 als sozial etwas unbeholfener Max Piotrowski in der Spionage-Serie Homeland, den er seitdem spielte. Die Rolle wurde 2018 mit Beginn der siebten Staffel und der anschließenden finalen achten Staffel zu einer Hauptrolle ausgebaut.
Neben seinen Serienrollen ist Sterling auch gelegentlich in Filmen zu sehen. Eine seiner bekannteren Rollen spielte er als Lester Tremor in Smokin’ Aces aus dem Jahr 2006 und als Rafferty in Beverly Hills Chihuahua aus dem Jahr 2008. Weitere Filmauftritte verbuchte er etwa mit Bulletproof, Behind Enemy Lines, Impostor, Das Tribunal, Das A-Team – Der Film oder als Kevin in Coherence aus dem Jahr 2013. Seit Beginn seiner Karriere war Sterling in annähernd 100 Film- und Fernsehproduktionen zu sehen. Darin inbegriffen ist auch das Leihen der Stimme für verschiedene Videospielfiguren, etwa in The Chronicles of Riddick: Assault on Dark Athena, Star Wars: The Old Republic, Starhawk oder Battlefield Hardline.

## Persönliches
Im Frühjahr 2020 wurden er und seine Frau Alexis, mit der er seit 2014 verheiratet ist, Eltern eines Sohnes.

## Filmografie (Auswahl)
- 1995: Outbreak – Lautlose Killer (Outbreak)
- 1996: Picket Fences – Tatort Gartenzaun (Picket Fences, Fernsehserie, Episode 4x09)
- 1996: Das Leben und Ich (Boy Meets World, Fernsehserie, Episode 3x17)
- 1996: Bulletproof
- 1996: Ein Single kommt immer allein (The Single Guy, Fernsehserie, Episode 2x09)
- 1996: Somebody Is Waiting
- 1996: Full Moon Rising
- 1997: Behind Enemy Lines
- 1997: Diagnose: Mord (Diagnosis Murder, Fernsehserie, Episode 4x23)
- 1997: Pretender (Fernsehserie, Episode 1x19)
- 1997: Colombo (Fernsehserie, Episode 13x02)
- 1997–1998: Carol lässt nicht locker (Alright Already, Fernsehserie, 21 Episoden)
- 1998: Ein Hauch von Himmel (Touched by an Angel, Fernsehserie, Episode 5x07)
- 1999: JAG – Im Auftrag der Ehre (JAG, Fernsehserie, Episode 5x03)
- 1999: Angel – Jäger der Finsternis (Angel, Fernsehserie, Episode 1x10)
- 2000: V.I.P. – Die Bodyguards (V.I.P., Fernsehserie, Episode 3x06)
- 2001: Impostor
- 2002: Das Tribunal (Hart's War)
- 2002–2003: Für alle Fälle Amy (Judging Amy, Fernsehserie, 2 Episoden)
- 2003: Crossing Jordan – Pathologin mit Profil (Crossing Jordan, Fernsehserie, Episode 2x18)
- 2003: Frankie and Johnny are Married
- 2003: Star Trek: Enterprise (Fernsehserie, Episode 3x06)
- 2003, 2008: CSI: Vegas (CSI: Crime Scene Investigation, Fernsehserie, 2 Episoden)
- 2004: Without a Trace – Spurlos verschwunden (Without a Trace, Fernsehserie, Episode 2x11)
- 2004: Six Feet Under – Gestorben wird immer (Six Feet Under, Fernsehserie, Episode 4x09)
- 2004: Nip/Tuck – Schönheit hat ihren Preis (Nip/Tuck, Fernsehserie, Episode 2x11)
- 2004: Charmed – Zauberhafte Hexen (Charmed, Fernsehserie, Episode 7x02)
- 2004: Illusion
- 2004–2006: Emergency Room – Die Notaufnahme (ER, Fernsehserie, 5 Episoden)
- 2005: Dead Meat
- 2005: Monk (Fernsehserie, Episode 3x14)
- 2005: Deadwood (Fernsehserie, 2 Episoden)
- 2005: Come as You Are
- 2005: Short Fuse
- 2006: Criminal Minds (Fernsehserie, Episode 2x09)
- 2006: Smokin’ Aces
- 2007: CSI: Miami (Fernsehserie, Episode 5x13)
- 2007: 24 (Fernsehserie, 2 Episoden)
- 2007: Close to Home (Fernsehserie, 2 Episoden)
- 2008: Cold Case – Kein Opfer ist je vergessen (Cold Case, Fernsehserie, Episode 5x16)
- 2008: Beverly Hills Chihuahua
- 2009: CSI: NY (Fernsehserie, Episode 5x15)
- 2009: Dollhouse (Fernsehserie, eine Episode)
- 2010: Das A-Team – Der Film (The A-Team)
- 2010: Lie to Me (Fernsehserie, Episode 3x05)
- 2011: Kung Fu Panda 2 (Stimme)
- 2011: It’s Always Sunny in Philadelphia (Fernsehserie, Episode 7x09)
- 2011–2012: In Plain Sight – In der Schusslinie (in Plain Sight, Fernsehserie, 3 Episoden)
- 2011–2020: Homeland (Fernsehserie, 45 Episoden)
- 2012: Private Practice (Fernsehserie, Episode 5x18)
- 2012: Longmire (Fernsehserie, Episode 1x02)
- 2012: Common Law (Fernsehserie, Episode 1x08)
- 2013: Switched at Birth (Fernsehserie, Episode 2x18)
- 2013: Coherence
- 2014: Veronica Mars
- 2014: Extant (Fernsehserie, 11 Episoden)
- 2015: Masters of Sex (Fernsehserie, Episode 3x11)
- 2015–2018: Girlfriends’ Guide to Divorce (Fernsehserie, 16 Episoden)
- 2016: Batman: The Killing Joke (Stimme)
- 2016: Murder in the First (Fernsehserie, 5 Episoden)
- 2017: Navy CIS: New Orleans (NCIS: New Orleans, Fernsehserie, 3 Episoden)
- 2019: Know Your Enemy
- 2021: The Rookie (Fernsehserie, 2 Episoden)
- 2022: Navy CIS: Hawaiʻi (NCIS: Hawai'i, Fernsehserie, Episode 1x17)